# Polonina Boržava
Polonina Boržava, (ukrajinsky Полони́на Боржа́ва, Polonyna Boržava), je hřeben porostlý pásem poloniny, který se táhne mezi řekami Latorica, Viča a Rika v Zakarpatské oblasti na Ukrajině.

## Geografie
Na západě je ohraničena poloninou Rovná (ukrajinsky Полони́на Рі́вна, též Полони́на Ру́на), na východě poloninou Krásná. Na severu navazují Ukrajinské vrchy (ukrajinsky Вододільний хребет, Vododilnyj hrebet) a na severovýchodě Horhany.
Nejvyšší vrchol Stij (1681 m n. m.) leží jihozápadně od hlavního hřebene poloniny Boržava. Uzlovým bodem hlavního hřebene je druhý nejvyšší vrchol Velikij věrch (1598 m n. m.)
K polonině Boržava patří hřeben Palenij Gruň a polonina Kuk, která je často vyjímána a popisována jako samostatný horský celek.
Rozlohou je největší poloninou v oblasti, hlavní hřeben je dlouhý přibližně 45 km. Polonina má převážně travnatý charakter, ale ve východní části zahaluje i vrcholové partie listnatý les. Polonina má pouze jeden výrazný boční hřeben, který se odděluje na vrcholu Velikij Verch (1 598 m).
Největšími turistickými centry v oblasti jsou Volovec, Svaljava a Mižhirja (hist. Volové).

## Nejvyšší vrcholy
- Stij (ukrajinsky Стій, 1681 m) nejvyšší hora poloniny Boržava
- Veliký vrch (ukrajinsky Великий Верх, 1598 m)
- Magura Žide (ukrajinsky Жид-Магура, 1518 m)
- Gymba (ukrajinsky Гемба, 1494 m)
- Ivolove (ukrajinsky Іволове, 1415 m)
- Grab (ukrajinsky Граб, 1374 m)
- Kuk (ukrajinsky Кук, 1361 m)
- Tomnatyk (ukrajinsky Томнатик, 1343 m)
- Plaj (ukrajinsky Плай, 1323 m)
- Kučera-Krugla (ukrajinsky Кучера-Кругла, 1240 m)
- Rjapecka (ukrajinsky Ряпецка, 1210 m)
- Krugla (ukrajinsky Кругла, 1208 m)

## Galerie

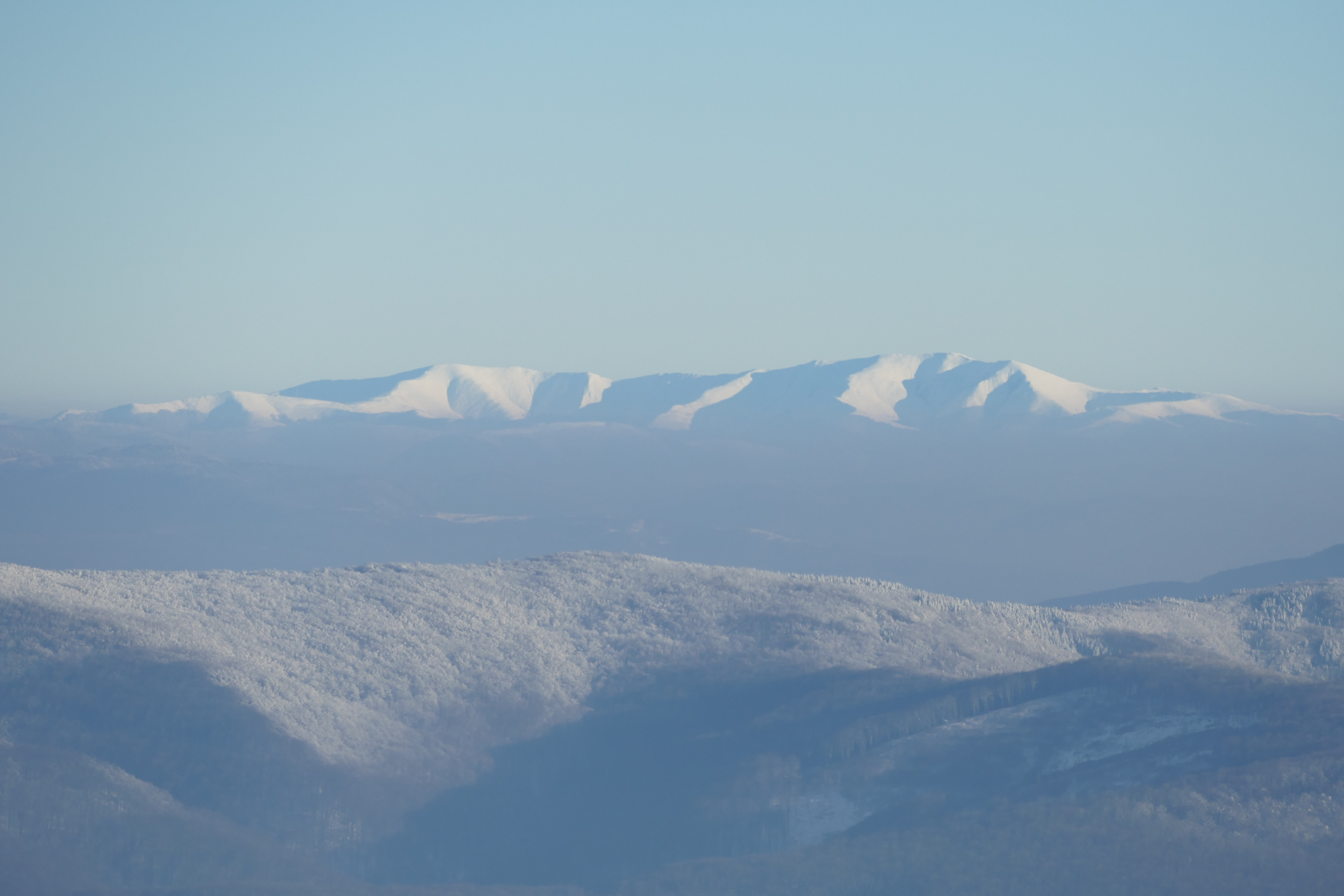
Pohled na Poloninu Boržava z hory Vihorlat (vzdálenost přibližně 90 km)
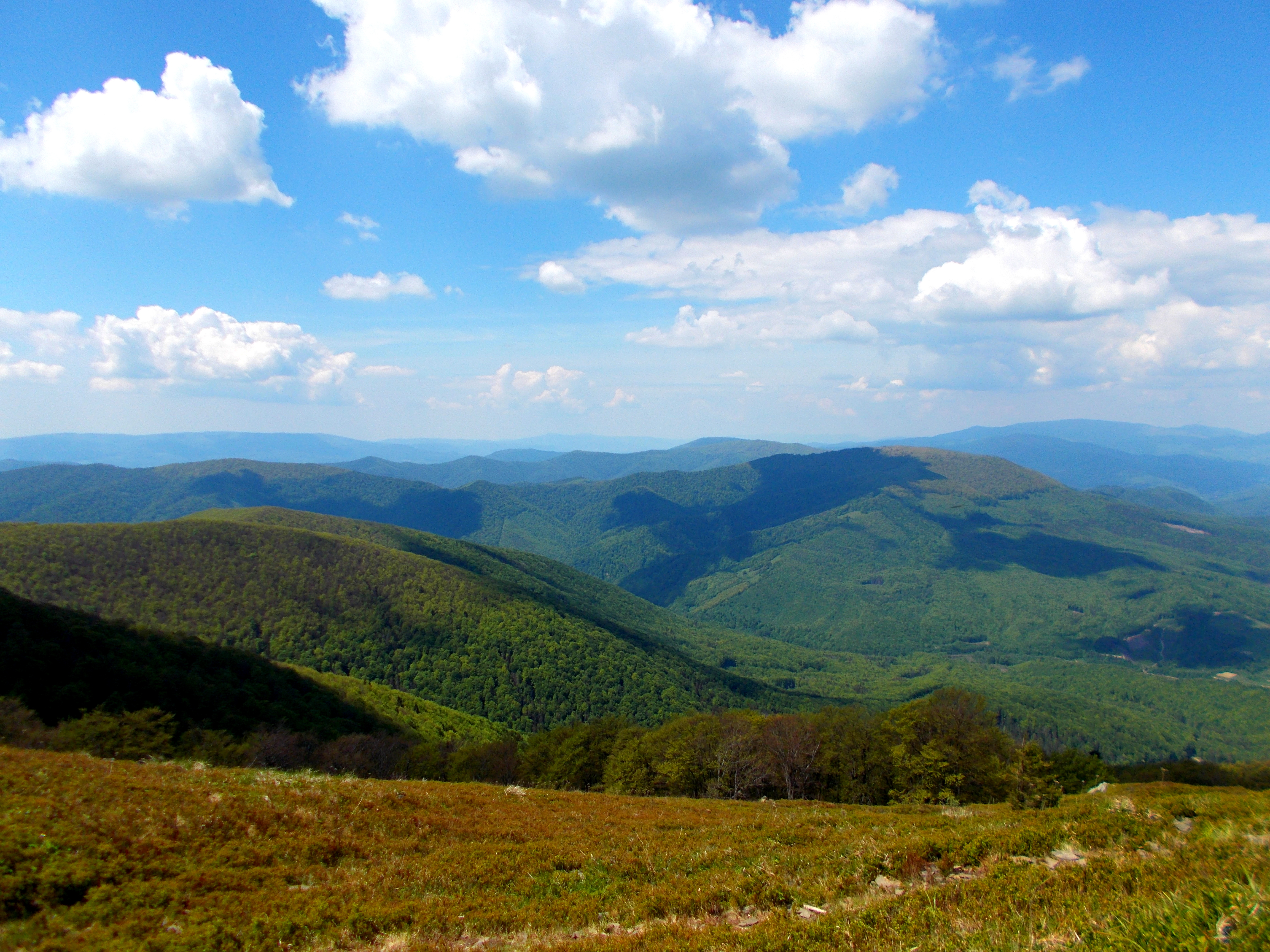
Pohled na Poloninu Boržava
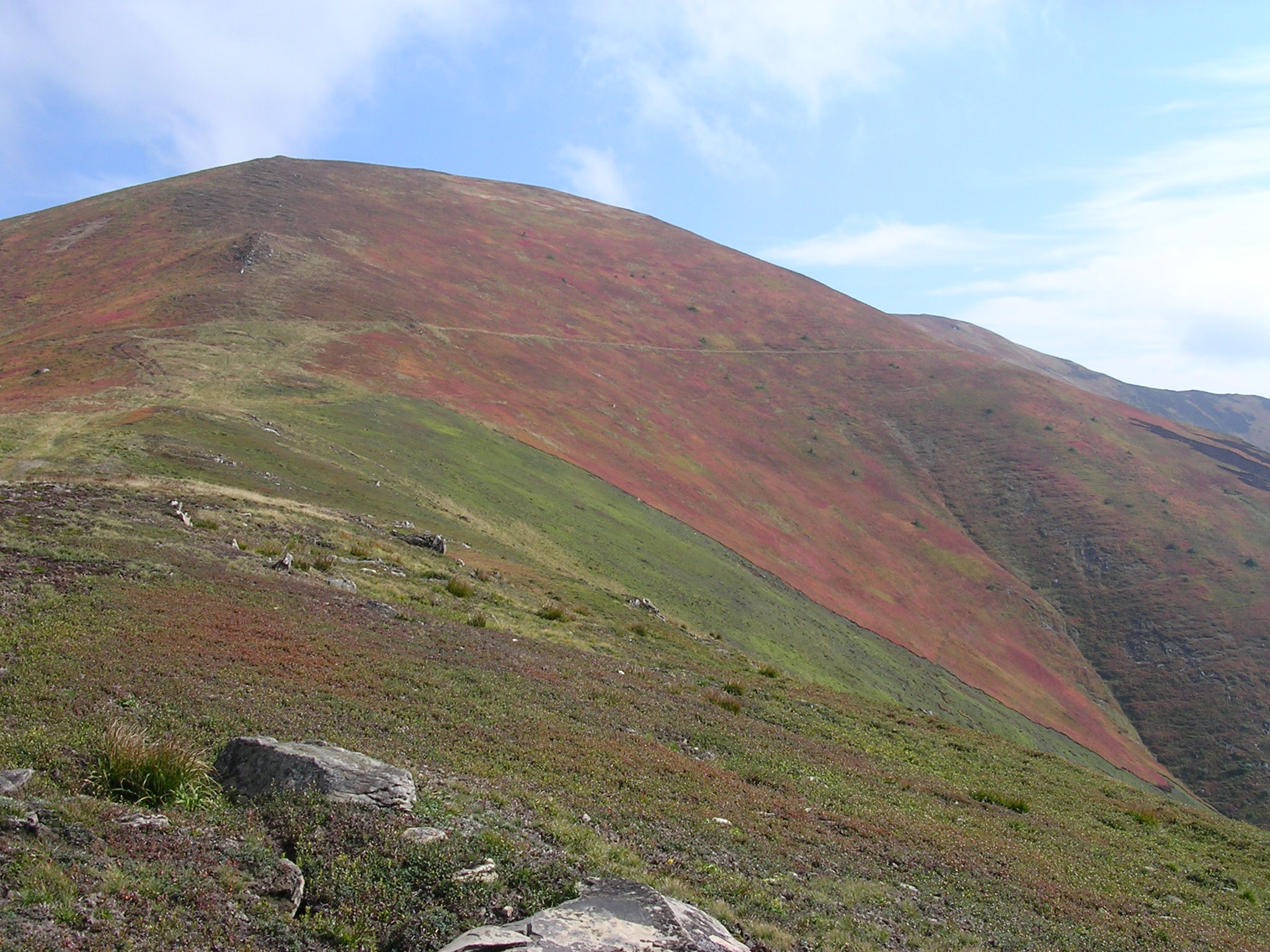
Hora Veliký vrch (1598 m)
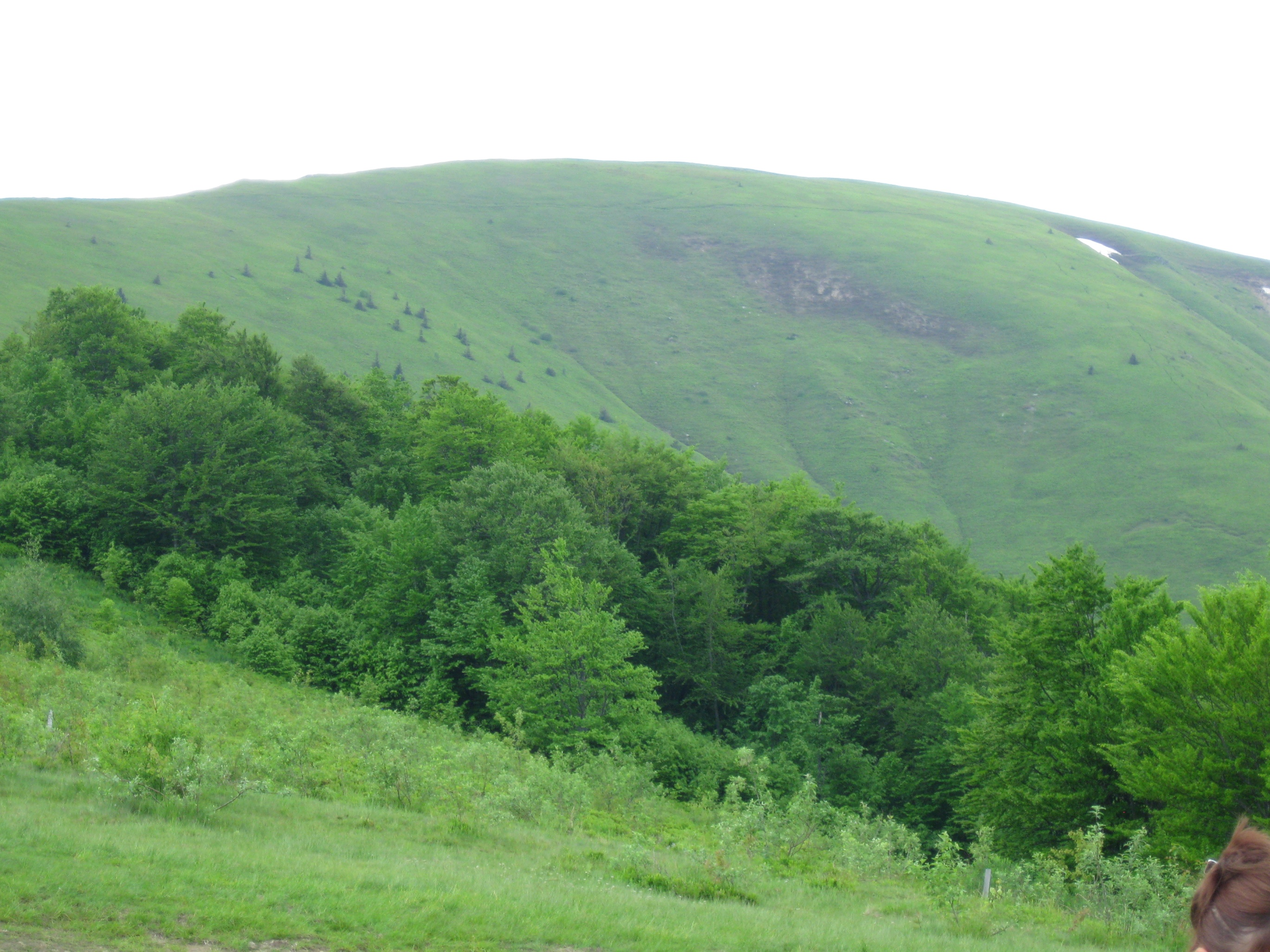
Hora Gymba (1494 m)
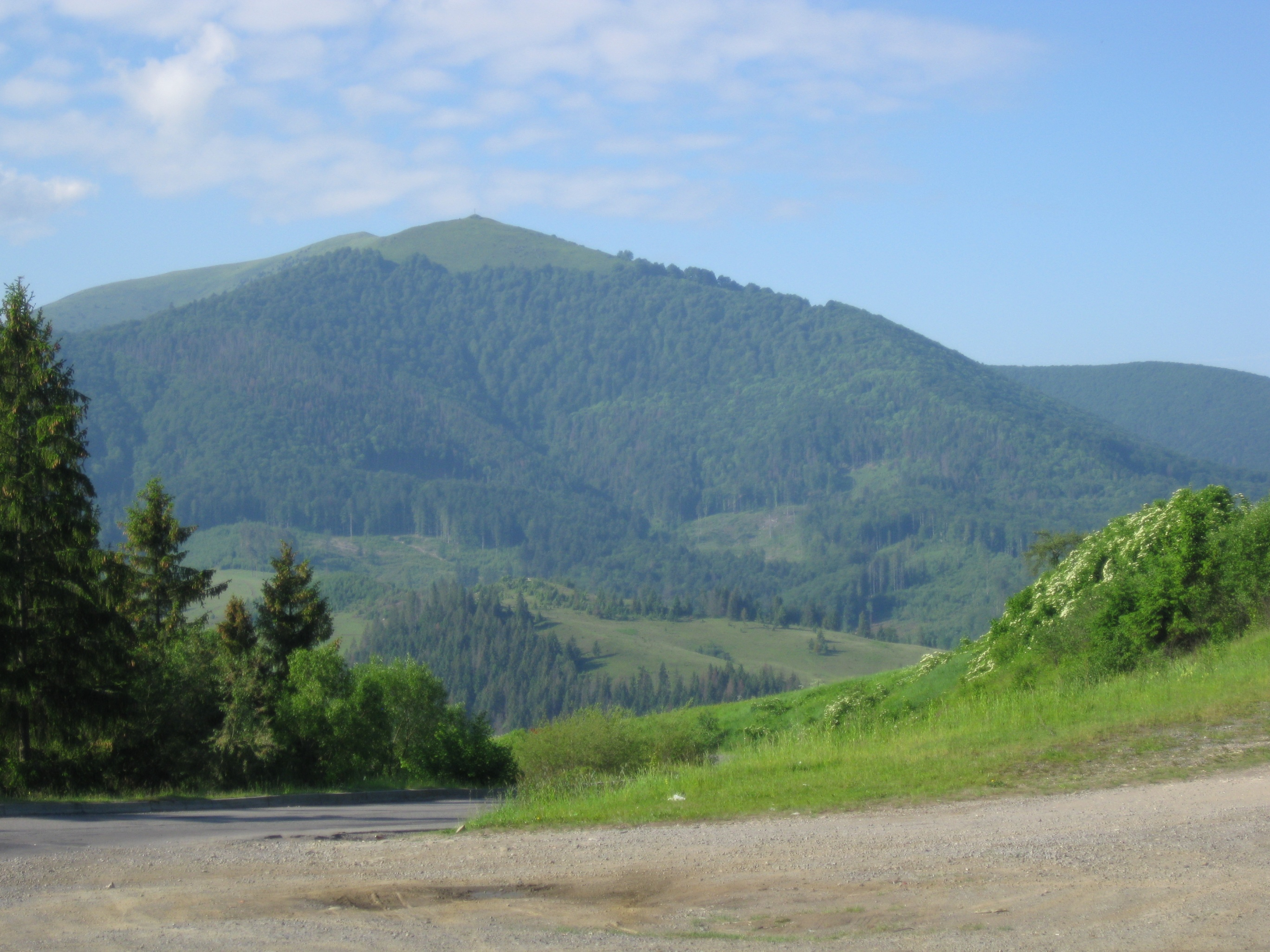
Hora Tomnatyk (1343 m)
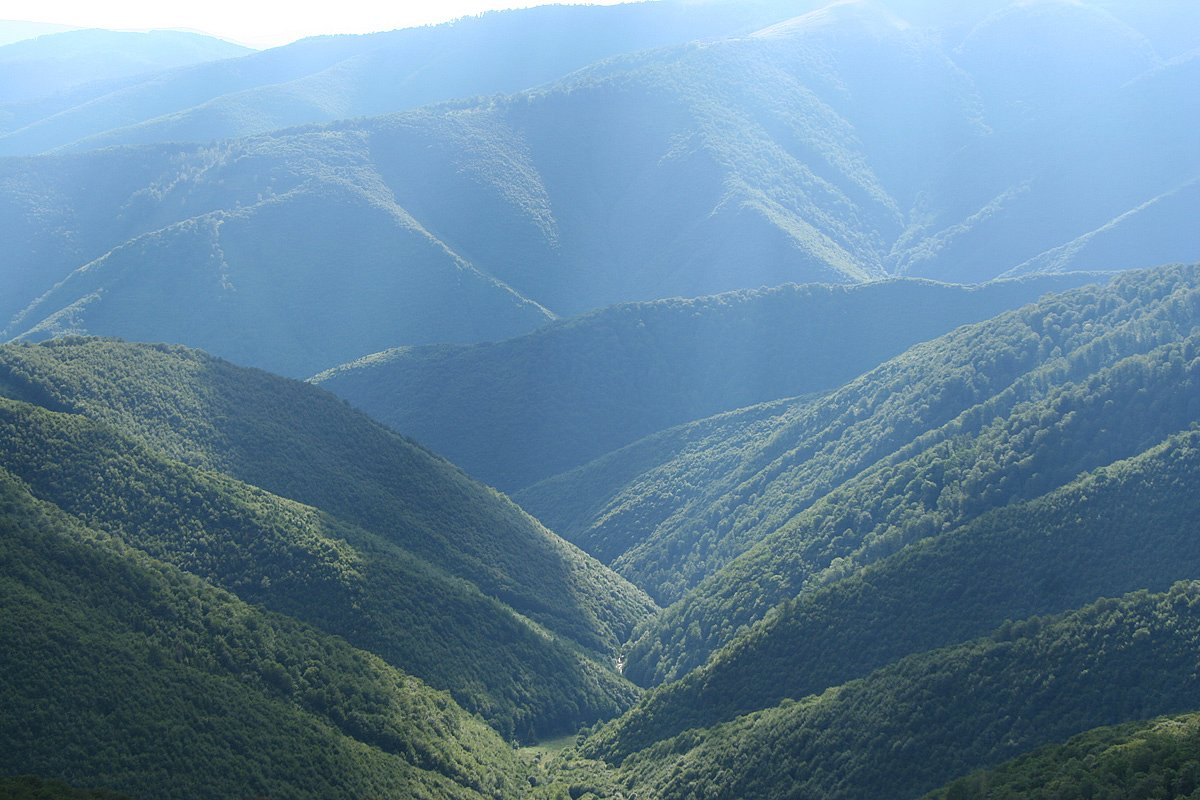
Svahy Poloniny Boržava